# Europees kampioenschap voetbal 2008 (Groep D) Griekenland - Spanje
Dit artikel gaat over de wedstrijd in de groepsfase in groep D tussen Griekenland en Spanje gespeeld op 18 juni 2008 tijdens het Europees kampioenschap voetbal 2008.

## Voorafgaand aan de wedstrijd
- Mocht Antonis Nikopolidis uitkomen voor Griekenland, dan speelt hij zijn laatste interlandwedstrijd. Nikoplidis kondigde voor het Europees kampioenschap al aan, dat hij na het toernooi zou stoppen met interlandwedstrijden.[1]

## Wedstrijdgegevens

De basisopstellingen van beide landen.

| Datum                | 18 juni 2008                         | 18 juni 2008                         |
| Stadion              | EM-Stadion Wals-Siezenheim, Salzburg | EM-Stadion Wals-Siezenheim, Salzburg |
| Toeschouwers         | 30.000                               | 30.000                               |
| Scheidsrechter       | Howard Webb                          | Howard Webb                          |
| Assistenten          | Darren Cann Michael Mullarkey        | Darren Cann Michael Mullarkey        |
| Vierde man           | Stéphane Lannoy                      | Stéphane Lannoy                      |
| Man van de wedstrijd | Xabi Alonso                          | Xabi Alonso                          |
|                      | Griekenland                          | Spanje                               |
| Doelpunten           | 1                                    | 2                                    |
| Gele kaarten         | 3                                    | 2                                    |
| Rode kaarten         | 0                                    | 0                                    |
| Wissels              | 3                                    | 1                                    |
| Schoten op doel      | 3                                    | 7                                    |
| Schoten naast doel   | 6                                    | 12                                   |
| Overtredingen        | 16                                   | 17                                   |
| Hoekschoppen         | 1                                    | 5                                    |
| Buitenspel           | 4                                    | 1                                    |
| Vrije trappen        | 18                                   | 20                                   |
| Strafschoppen        |                                      |                                      |
| Balbezit (tijd)      | 26' 28                               | 33'03                                |
| Balbezit (%)         | 44                                   | 56                                   |

| Griekenland | 1 – 2           | Spanje |
| Angelos Charisteas 42' | goals (assists) | 61' Rubén de la Red 88' Daniel Güiza |
| Otto Rehhagel | bondscoach      | Luis Aragonés |
| Antonis Nikopolidis Nikos Spiropoulos Traianos Dellas Angelos Basinas Angelos Charisteas Giorgios Karagounis 74' Loukas Vyntra Dimitrios Salpigidis 86' Sotirios Kyrgiakos 62' Ioannis Amanatidis Kostas Katsouranis | opstellingen    | José Manuel Reina Raúl Albiol Fernando Navarro 58' Andrés Iniesta Cesc Fàbregas Xabi Alonso Sergio Garciá Daniel Güiza Álvaro Arbeloa Juanito Rubén de la Red |
| Stelios Giannakopoulos 68' Paraskevas Antzas 62' Alexandros Tziolis 74' | wissels         | 58' Santi Cazorla |
| Giorgios Karagounis 34' Angelos Basinas 72' Loukas Vyntra 90+2' | gele kaarten    | 41' Daniel Güiza 45' Álvaro Arbeloa |
| | rode kaarten    | |

## Voetnoten
1. ↑  Gekas breekt kaak. NOS, 15 juni 2008.

## Overzicht van wedstrijden
| Groepswedstrijden | | | |
| Groep A | Groep B | Groep C | Groep D |
| Zwitserland - Tsjechië Portugal - Turkije Tsjechië - Portugal Zwitserland - Turkije Zwitserland - Portugal Turkije - Tsjechië | Oostenrijk - Kroatië Duitsland - Polen Kroatië - Duitsland Oostenrijk - Polen Oostenrijk - Duitsland Polen - Kroatië | Roemenië - Frankrijk Nederland - Italië Italië - Roemenië Nederland - Frankrijk Nederland - Roemenië Frankrijk - Italië | Spanje - Rusland Griekenland - Zweden Zweden - Spanje Griekenland - Rusland Griekenland - Spanje Rusland - Zweden |
| Kwartfinales | | | |
| Portugal - Duitsland | Kroatië - Turkije | Nederland - Rusland | Spanje - Italië                                                                                                   |
| Halve finales | | | |
| Duitsland - Turkije | Duitsland - Turkije                                                                                                  | Rusland - Spanje | Rusland - Spanje                                                                                                  |
| Finale | | | |
| Duitsland - Spanje | | | |